# Henrik Villadsen
Henrik Villadsen er en dansk sygehusdirektør for Roskilde og Køge sygehuse.
Villadsen er i en artikel i Fyens Stiftstidende af overlæge Michael Hansen blevet beskyldt for at "stjæle" 1,5 millioner kroner ved at tage grove overpriser for bijob på aftenambulatoriet, hvor han ved at arbejde få dage om måneden i bijobbet har tjent mere end en overlæges årsløn. En artikel fra Jyllands-posten bemærker at Jens Elkjær, som var ansvarlig for at der ikke blev gjort noget ved overbetalingen til Villadsen, har en hustru Susanne Elkjær som tilsyneladende også er overbetalt, og at Villadsen har været med til at afgøre Susanne Elkjærs løn.